# Стори, Уильям
Уильям Стори (англ. William Wetmore Story; 1819—1895) — американский скульптор и поэт.

## Биография
Родился 12 февраля 1819 года в городе Сейлем (штат Массачусетс) в семье известного американского юриста Джозефа Стори.
Окончил Гарвардский колледж (ныне Гарвардский университет) в 1838 году и Гарвардскую школу права в 1840 году, продолжив изучение права под руководством своего отца. Однако он решил отказаться от карьеры юриста, посвятив себя искусству — скульптуре. В 1848 году он уехал в Италию, где с 1850 года жил в Риме, поддерживая дружбу с английскими поэтами Робертом Браунингом и Уолтером Лэндором. Апартаменты Уильяма Стори в Палаццо Барберини стали центром притяжения американских деятелей искусства в Риме. В 1861 году, во время Гражданской войны в США, он написал письма в Daily News, которые позже были опубликованы в виде памфлета «The American Question».
Умер 7 октября 1895 года в аббатстве Валломброза, Тоскана, Италия. Был похоронен на Римском некатолическом кладбище (англ. Campo Cestio) вместе со своей женой, умершей в январе 1895 года.
После смерти Стори английский писатель Генри Джеймс написал книгу о биографии скульптора и людях, которые его окружали — «William Wetmore Story and His Friends».

### Семья
Был женат на Ивлин Элдридж Стори (1820—1895). Сын Томас (1855—1915) стал скульптором; сын Джулиан (1857—1919) — художником; дочь Эдит Марион (1844—1907), маркиза Перуцци де Медичи, стала писательницей.

## Труды
Одна из самых известных работ Уильяма Стори — «Клеопатра» (1858), была описана в произведении английского писателя Натаниэля Готорна «The Marble Faun» и ныне находится в экспозиции Виргинского музея изящных искусств в Ричмонде, штат Виргиния (по другим данным в музее High Museum of Art, Атланта, Виргиния). Еще одна работа — «Ангел скорби», служит надгробным памятником художника и его жены; была растиражирована и находится также в Стенфордском мавзолее Стэнфордского университета. Среди других его скульптур в натуральную величину были статуи мифологических и исторических персон. Его «Сивилла» и «Клеопатра» были выставлены на Всемирной выставке 1862 года в Лондоне. Кроме скульптур в натуральную величину им были созданы бюсты и памятники известным американцам.
Созданная Уильямом Стори в 1894 году скульптура «Ангел скорби» стала надгробием для него и его супруги, а изображения статуи впоследствии неоднократно цитировались в популярной культуре.

Некоторые работы
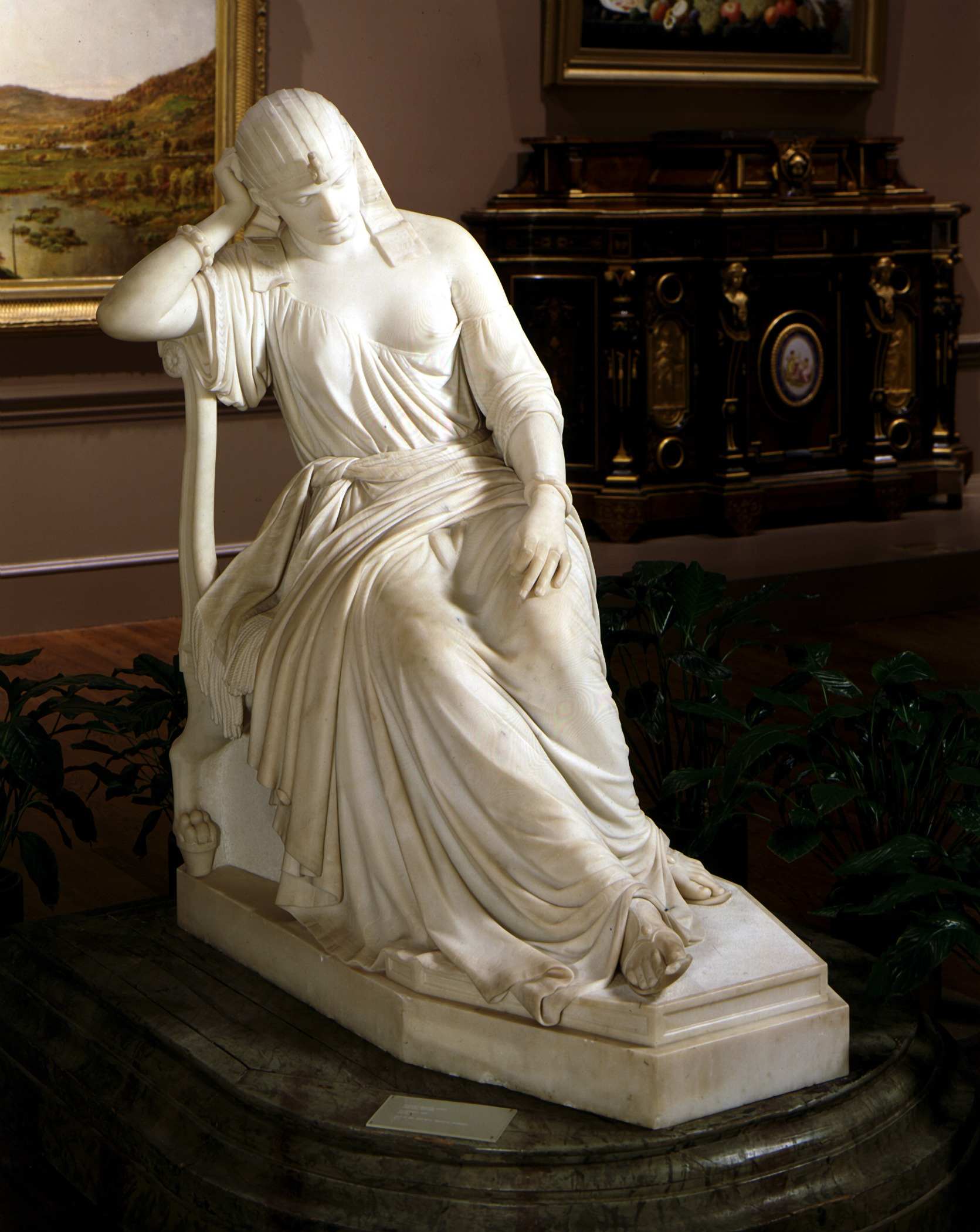
Клеопатра
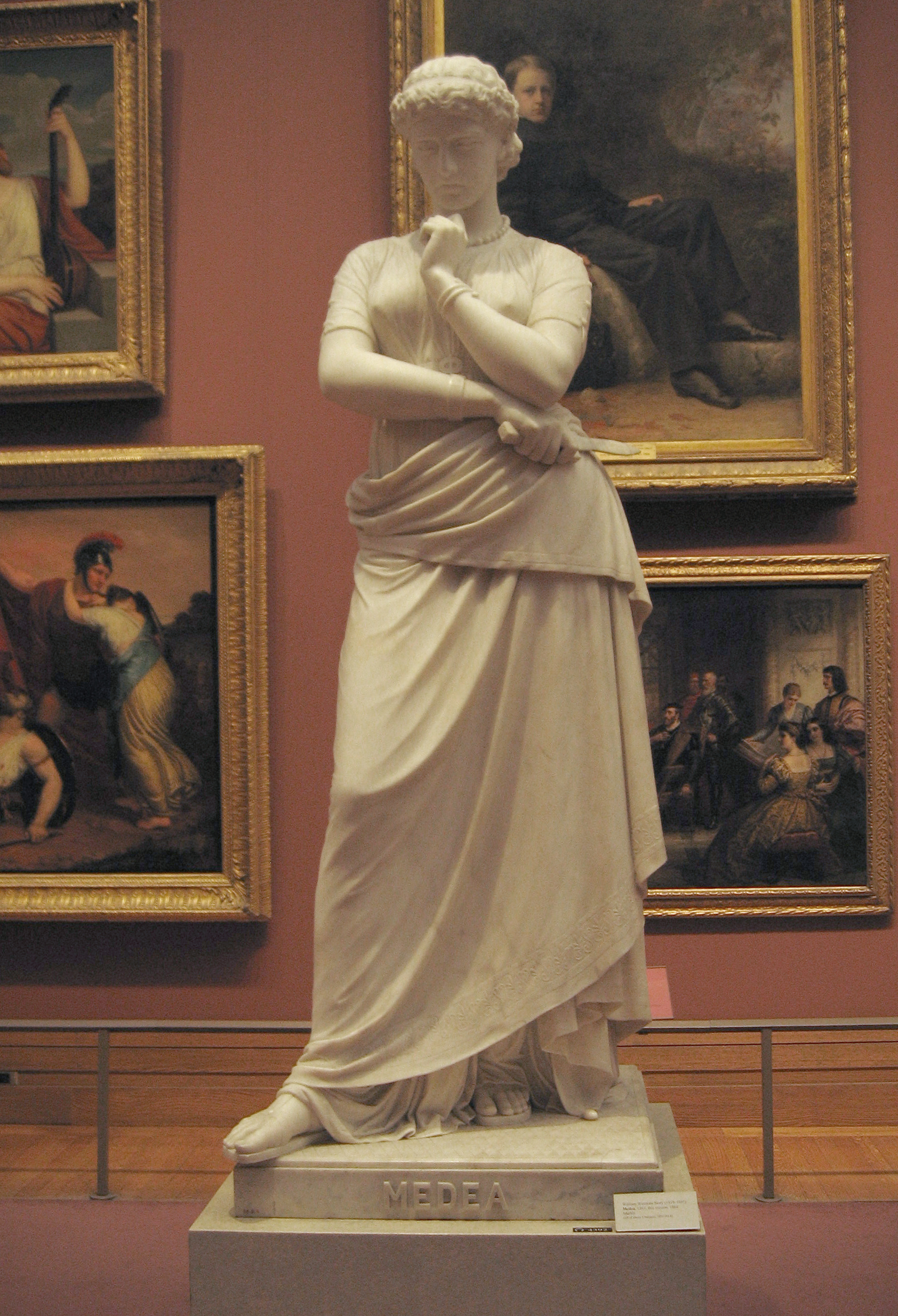
Медея
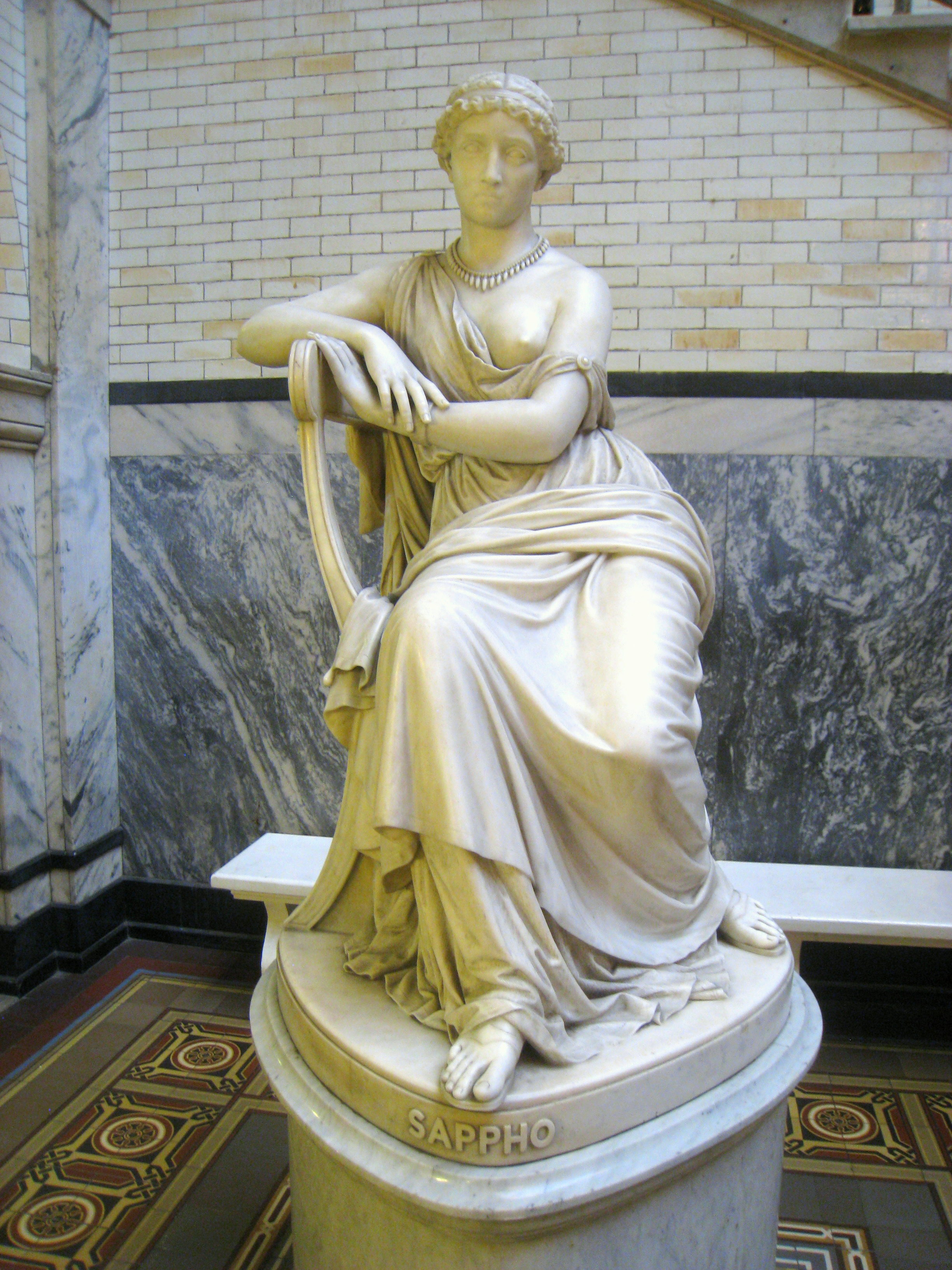
Сафо
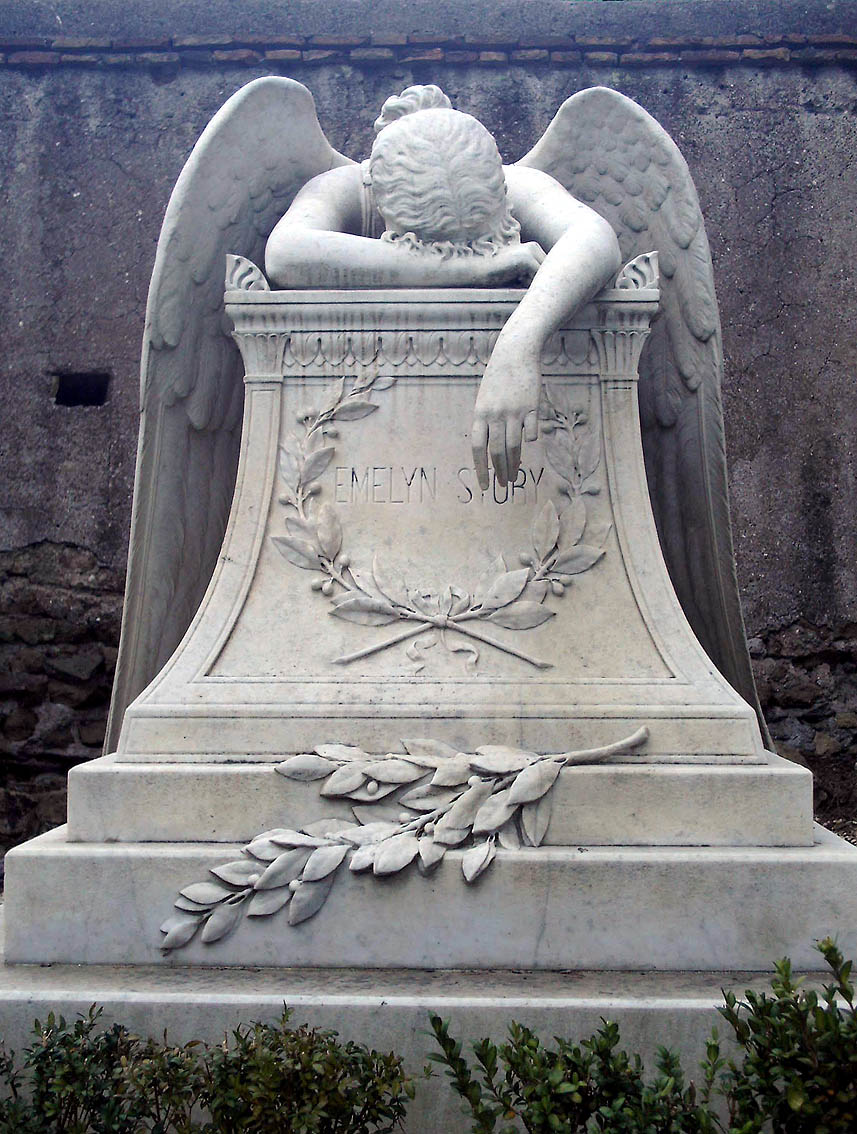
Ангел скорби